# كليف ألين
كليف دارين ألين (20 مايو 1961

 في لندن) (بالإنجليزية: Clive Darren Allen)‏ لاعب كرة قدم إنجليزي معتزل كان يجيد اللعب في مركز المهاجم وحاليا مدرب من دون نادي.

## السيرة الذاتية
يعتبر كليف هو ابن مهاجم نادي توتنهام هوتسبر السابق ليس ألين الذي قاد ناديه لتحقيق بطولة دوري الدرجة الأولى وبطولة كأس الاتحاد الإنجليزي لكرة القدم في موسم 1960/1961 (حقق ليس هذا الإنجاز قبل ولادة كليف بأسبوعين). أخيه برادلي ألين، ابن عمه مارتن ألين، وابن عمه الآخر بول ألين اتجهوا إلى عالم كرة القدم.
انضم كليف إلى نادي كوينز بارك رينجرز ناشئا. شارك في أول مباراة رسمية في سنة 1978 حيث سجل 3 أهداف في مرمى نادي كوفنتري سيتي وانتهت المباراة بالفوز 5/1. في هذا الموسم هبط نادي كوينز بارك رينجرز هبط إلى الدرجة الأدنى. على الرغم من تسجيله 28 هدف إلا أنها لم تساعد ناديه في الصعود مجددا إلى الدرجة الأولى. تقدم نادي آرسنال بعرض رسمي بقيمة 1.25 مليون جنيه إسترليني للتعاقد معه في صيف 1980 حيث وافق نادي كوينز بارك رينجرز وأحدثت الصفقة جلبة بسبب أن كليف لم يتم بعد عامه العشرين. بعد مرور شهرين فضل مسئولو نادي آرسنال مقايضته بظهير نادي كريستال بالاس كيني سانسوم بالإضافة إلى مبلغ مالي وبالتالي فإن كليف لم يشارك في أي مباراة رسمية مع نادي آرسنال. سرت إشاعة بأن يوجد خلاف بين كوينز بارك رينجرز وكريستال بالاس وبالتالي لجأ الأخير إلى نادي آرسنال للتعاقد مع اللاعبين ومن ثم بيعه عليه. لم يتم تأكيذ هذه الإشاعة من أي من مسئولين الناديين.
كالعادة لم تنفع أهداف كليف التسعة في مساعدة نادي كريستال بالاس في تجنب الهبوط إلى الدرجة الثانية. في نهاية الموسم قرر كليف الرحيل عن النادي والعودة إلى ناديه السابق كوينز بارك رينجرز. ما زال نادي كوينز بارك رينجرز في الدرجة الثانية وتم تعيين مدير فني جديد له وهو تيري فينابلز. انسجم كليف من خطط فينابلز التدريبية وبالتالي ساهم هذا الأمر في تسجيله 13 هدف ولكن هذه الأهداف لم تؤمن لناديه الصعود إلى الدرجة الأولى. في خلال هذا الموسم شهد النادي أحد أنجح حملاته في بطولة كأس الاتحاد الإنجليزي حيث وصل إلى المباراة النهائية حيث سجل كليف هدف الفوز في مرمى كريستال بالاس وويست بروميتش ألبيون في الدور السادس والدور النصف النهائي على التوالي. بعد مرور دقيقتين من بداية الشوط الثاني تعرض كيف إلى إصابة أستلزمت استبداله وبالتعادل أثر على ناديه كثيرا وانتهت المباراة بالتعادل 1/1 وفي المباراة المعادة تمكن نادي توتنهام هوتسبر في حسم النتيجة بهدف نظيف في ظل غياب كليف المصاب.
في الموسمين التاليين استطاع كليف أن يسجل 27 هدف حيث ساهم في تحقيق حلم الصعود إلى الدرجة الأولى في موسم 1982/1983 ثم احتلال المركز الخامس في الدرجة الأولى في موسم 1983/1984. في صيف سنة 1984 شارك كليف في أول مباراة دولية مع منتخب إنجلترا في مواجهة منتخب البرازيل وديا وانتهت بالفوز 2/0 حيث حل بديلا. خلال جولة منتخب إنجلترا في قارة أمريكا الجنوبية شارك كليف أساسيا في المباراتين التاليتين أمام الأوروغواي وتشيلي اللتين انتهتا بنتيجة 0/2 و 0/0 على التوالي. بعدها وافق كليف على الانتقال إلى نادي توتنهام هوتسبر مقابل 700 ألف جنيه إسترليني.
تعرض كليف لإصابة قوية في موسمه الأول 1984/1985 حيث لم يستطع سوى تسجيل 8 أهداف في 15 مباراة. استمرت معاناة كليف في الموسم التالي مع الإصابة حيث لم يتألق فيه تماما ولكنه شهد انضمام ابن عمه بول ألين إلى النادي. كان طريقة لعب نادي توتنهام هوتسبر في موسم 1986/1987 تعتمد على اللعب بمهاجم وحيد وهو كليف مع تواجد أفضل لاعبي وسط من الممكن تواجدهم من أجل امداده بالتمريرات وهم غلين هودل، أوزفالدو أرديليس، وكريس وادل. استطاع كليف أن يسجل 33 هدف في بطولة الدوري و16 هدف آخر في بطولتي كأس رابطة الأندية الإنجليزية المحترفة وكأس الاتحاد الإنجليزي حيث وصل فيهما النادي إلى الدور النصف النهائي بينما كان ينافس على لقب بطولة الدوري. ساهم كليف في تخطي نادي ليفربول 3/2 في مجموع المباراتين ليتأهل إلى المباراة النهائية لبطولة كأس الاتحاد الإنجليزي ولكنه خسر من نادي كوفنتري سيتي 2/3 حيث أصيب كليف كالعادة. أما في بطولة كأس رابطة الأندية الإنجليزية المحترفة فإن كليف ونادي توتنهام هوتسبر واجه غريمه في شمال لندن نادي آرسنال الذي استطاع التغلب عليه في المباراة المعادة. شارك كليف في مباراته الدولية الرابعة أمام منتخب قبرص حيث انتهت المباراة بالتعادل 0/0. سجل كليف 49 هدف في جميع البطولات محطما الرقم القياسي المسجل باسم جيمي غريفز كما حقق جائزة أفضل لاعب كرة قدم في السنة من قبل اتحاد اللاعبين المحترفين وجائزة لاعب السنة من الكتاب الرياضيين.
في الموسم التالي 1987/1988 غاب كليف كثيرا بسبب الإصابة ولم يستطع تسجيل سوى 11 هدف كما شارك في مباراته الدولية الخامسة والأخيرة أمام منتخب إسرائيل. في مارس 1988 قرر نادي توتنهام هوتسبر على انتقال كليف إلى نادي بوردو الفرنسي مقابل مليون جنيه إسترليني. كان من المعتاد انتقال اللاعبين من إنجلترا إلى فرنسا في النصف الثاني من فترة الثمانينات بسبب إيقاف الأندية الإنجليزية عن المشاركة في البطولات الأوروبية بسبب كارثة ملعب هيسل الشهيرة.
بعد مرور 18 شهر انتقل كليف إلى نادي مانشستر سيتي. على الرغم من سجله التهديفي الجيد ولكنه تم استبعاده من المشاركة أساسيا عند مجيء المدير الفني الإنجليزي بيتر ريد. أمضى كليف فترات قصيرة في أندية تشيلسي، وست هام يونايتد، ميلوول، وكارليسل يونايتد حيث قرر اعتزال لعب كرة القدم بشكل نهائي في نهاية موسم 1995/1996.
تولى كليف تدريب نادي توتنهام هوتسبر الرديف أثناء تواجد المدير الفني الهولندي مارتن يول في الفريق الأول. ساهم كليف في تتويج الفريق الرديف ببطولة المجموعة الجنوبية من بطولة دوري الرديف موسم 2005/2006. اتجه ابنه أوليفر إلى عالم كرة القدم وانضم إلى نادي ستيفيناغ ولكن تم فسخ العقد بسبب تكرار إصابته في الركبة. بعد عزل يول في أكتوبر 2007 تولى كليف المسئولية بشكل مؤقت في مباراة واحدة حيث خسر من نادي بلاكبيرن روفرز 1/2 ثم تم التعاقد مع الإسباني خواندي راموس لكي يتولى المسئولية الرسمية. يقوم كليف أيضا بتحليل مباريات دوري أبطال أوروبا لصالح قناة ITV.

## مسيرته الكروية
لعب كليف ألين خلال مسيرته الاحترافية مع 9 أندية في عشرون موسمًا وسجل خلالها 194 هدف ضمن 395 مباراة. ولم يفز بأي موسم بالكأس أو بالدوري.
خاض كليف ألين مسيرته مع نادي كوينز بارك رينجرز في موسم 1978–79 في المرة الأولى ولمدة موسمين ثم في موسم 1981–82 واستمر معه طيلة ثلاثة مواسم، مشاركًا طوالها في 136 مباراة سجل خلالها 72 هدفًا. ثم انتقل إلى نادي كريستال بالاس في موسم 1980–81 لمدة موسم واحد، حيث شارك في 25 مباراة سجل خلالها 9 أهداف. لينتقل بعدها إلى نادي توتنهام هوتسبير في موسم 1984–85 ليلعب معه أربعة مواسم، مشاركًا في 105 مباراة سجل خلالها 60 هدف. ثم انتقل إلى نادي جيروندان بوردو في موسم 1988–89 لمدة موسم واحد، مشاركًا في 19 مباراة سجل خلالها 13 هدفًا. هذا وانتقل لاحقًا إلى نادي مانشستر سيتي في موسم 1989–90 واستمر معه طيلة ثلاثة مواسم، مشاركًا في 53 مباراة سجل خلالها 16 هدفًا. ثم انتقل بعدها إلى نادي وست هام يونايتد في موسم 1991–92 واستمر معه طيلة ثلاثة مواسم، مشاركًا في 38 مباراة سجل خلالها 17 هدفًا. ليعود وينتقل من جديد، لكن هذه المرة إلى نادي كارلايل يونايتد في موسم 1995–96 لمدة موسم واحد، مشاركًا في 3 مباريات ولم يسجل أي هدف.

## روابط خارجية
- كليف ألين على موقع قاعدة بيانات كرة القدم.إي يو (الإنجليزية)
- كليف ألين على موقع ناشيونال فوتبول تيمز (الإنجليزية)
- كليف ألين على موقع عالم كرة القدم.نت (الإنجليزية)